# Heckler & Koch VP70
La Heckler & Koch VP70 és la primera pistola fabricada amb polímers en calibre 9 × 19mm i capacitat per a 18 cartutxos. De doble acció, semiautomàtica o amb ràfega de tres bales. Fabricada per la firma alemanya Heckler & Koch GmbH. VP significa Volkspistole (Pistola del poble) i la designació 70 era el primer any de producció: 1970.

## Disseny
Va ser la primera pistola a tenir una carcassa de polímer i precedeix a la  Glock 17 per 12 anys. L'arma pesava 820 g descarregada, sent més lleugera que la majoria de les pistoles de l'època. Tot i ser la primera pistola amb carcassa fet en polímer, el fusell Remington Nylon 66 introduït el 1959, va ser la primera arma de foc a emprar el polímer.
Una característica singular d'aquesta arma és la combinació d'una funda-culatí per a la versió VP70M. La funda-culatí incorpora una palanca selectora de tret; quan està muntada permet seleccionar el mode de captura. La cadència de tret cíclica en ràfega curta (de tres trets) és de 2.200 trets / minut. Quan no està muntada, es pot usar com una funda. La VP70 utilitza un percutor llançat, igual que una Glock. És de doble acció única, de manera que la pressió sobre el gallet és relativament fort. En lloc d'un punt de mira tipus ganivet, la VP70 empra una rampa polida amb una entalla central al mig per produir la il·lusió d'un punt de mira fosc. A contra de l'errònia creença, la VP70 si té una assegurança manual. És el botó circular situat en l'armadura, just darrere del gallet, sent un usual segur transversal.

## Variants

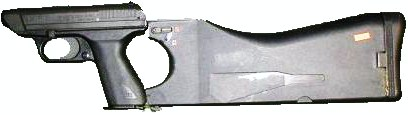
Una VP70M amb la seva funda-culatí instal·lada.

Aquesta pistola té dues variants. La VP70M (Militär, militar en alemany) és una pistola metralladora amb selector de tret (mode semiautomàtic i ràfega curta). La VP70Z (Zivil, civil en alemany) és una pistola semiautomàtica i malgrat no té entalladures per instal·lar-hi la funda-culatí, se li pot instal·lar després de fer unes modificacions mínimes a l'empunyadura.
Es van fabricar 400 pistoles VP70Z calibrades per al cartutx 9 x 21 IMI; aquestes van ser fabricades principalment per al mercat civil d'Itàlia, on el cartutx 9 x 19 Parabellum només és emprat per les Forces Armades i agències policials. A totes les VP70Z venudes a Itàlia se'ls pot instal·lar la funda-culatí, encara que no podran disparar en ràfega curta.

## Especificacions bàsiques
Longitud: 20 cm
Cadència de tir: 2200 trets/min (en mode ràfega de 3 bales)
Lloc d'origen: Alemanya Occidental
Productor: 1970–1989
Acció: Retrocés directe
Variants: Heckler & Koch VP70Z (només en mode semiautomàtic), Heckler & Koch VP70M (semiautomàtic i ràfega de 3).
Distància de tir efectiva: 50 m